# Genootschap van Vlaamse Misdaadauteurs
Het Genootschap van Vlaamse Misdaadauteurs (GVM) bestaat sinds 1991 en is op 16 april 2008 doorgestart als vzw. De vereniging heeft tot doel het verdedigen en behartigen van auteursbelangen in de ruimste zin van het woord, zowel individueel als collectief, op financieel, juridisch en sociaal vlak. Het Genootschap verenigt auteurs, illustratoren en vertalers van alle literaire genres in het algemeen en het genre van thrillers in het bijzonder.
Tot zijn activiteiten behoren onder andere het onderhandelen en bemiddelen met uitgeverijen, boekhandels, overheden en andere actoren in het literaire veld, het organiseren van evenementen, het opbouwen en onderhouden van contacten met gelijkaardige organisaties in binnen- en buitenland en voorts alle verrichtingen, die het doel van de vereniging rechtstreeks dan wel onrechtstreeks bevorderen, alles in de ruimste zin van het woord.
Zij behartigt in het bijzonder de belangen van auteurs van thrillers in Vlaanderen. Zij doet dit door onder andere de werken van de auteurs te promoten, hun rechtspositie te waarborgen, de stereotypering van de misdaadroman vs de "hoge" literatuur te bestrijden, de diversiteit van het genre te bevorderen en professionalisering van het schrijversvak aan te moedigen. Voor wat betreft het laatste organiseert het Genootschap hiervoor speciale masterclasses, waarbij gerenommeerde auteurs en hoogleraren college geven voor een breed schrijverspubliek.

## Partners
Het Genootschap heeft een aantal partners, zoals het Vlaams Fonds voor de Letteren, de Vlaamse Auteursvereniging, the International Association of Crime Writers, diverse culturele en overheidsinstanties, uitgeverijen en leesclubs. Verder onderhoudt zij nauwe contacten met de Nederlandse zustervereniging, het Genootschap van Nederlandstalige Misdaadauteurs.

## De Diamanten Kogel
Het Genootschap van Vlaamse Misdaadauteurs bekroont middels De Diamanten Kogel jaarlijks de beste oorspronkelijk Nederlandstalige thriller.

## Einde
Uiteindelijk ging het Genootschap ten onder aan meningsverschillen. De activiteiten worden sinds 2013 geleidelijk aan door de nieuwe Vereniging van Vlaamse Misdaadauteurs overgenomen.